# Suicideboys
Die Suicideboys (Eigenschreibweise: $uicideboy$) sind eine US-amerikanische Hip-Hop-Gruppe mit Wurzeln in New Orleans. Mitglieder sind die beiden Cousins Ruby Da Cherry und $lick Sloth ($crim), die seit 2014 zusammen als $uicideboy$ arbeiten und schnell an Popularität gewonnen haben.
Seit der Gründung 2014 sind bis heute über 40 Projekte der Gruppe erschienen, inklusive EPs und Mixtapes. Mit der EP Radical $uicide gelang ihnen im Jahr 2016 die Platzierung auf Platz 17 in den Billboard Top R&B/Hip-Hop-Album-Charts.

## Geschichte
$crim (* 11. April 1989, bürgerlich Scott Arceneaux Jr.) und Ruby Da Cherry (* 22. April 1990, bürgerlich Aristos Norman Petrou) sind Cousins und kommen aus New Orleans.
Ruby ist im „7th ward“ Distrikt aufgewachsen und gründete mit 13 Jahren seine erste Punk-Band. Über 12 Jahre hinweg spielte er verschiedene Instrumente in verschiedenen Bands. Unter anderem war er bei den „Vapo-Rats“ Schlagzeuger. Der große Erfolg blieb jedoch aus. Er arbeitete im Restaurant seines Vaters, bis er mit $crim erfolgreich wurde. 2013 schloss er sein Studium an der Hochschule für Musik und bildende Kunst der Loyola University New Orleans mit dem Titel Bachelor of Science ab.
$crim fing ebenfalls im Alter von 13 Jahren an, als DJ Musik zu machen. Dies setzte er fort, bis er etwa 19 Jahre alt war und, inspiriert durch Rapper und Musik-Produzent T-Pain, anfing selbst Musik zu produzieren. $crim arbeitete 3 Jahre lang als Möbelverkäufer, bis er wegen seiner Tattoos entlassen wurde. Außerdem war er als Drogendealer tätig. Zu dieser Zeit veröffentlichte er mehrere Mixtapes, aber auch hier blieb der Erfolg aus.
Beide Cousins strebten nach Erfolg in der Musikindustrie. Ruby, geplagt von Depressionen, und $crim, drogenabhängig, arbeitslos und ebenfalls depressiv, schlossen einen Pakt, dass sie Selbstmord begehen würden, wären sie mit 30 Jahren noch nicht erfolgreich. Daraufhin gründeten sie im Jahr 2013 zusammen das Label G*59 Records, zu dem heute auch die Rapper Ramirez, Germ, Night Lovell, Shakewell und Chetta gehören.
Ende 2015 gingen die Suicideboys mit der Greyscale Tour, zusammen mit Künstlern wie Rvmirxz, Black Smurf und JGRXXN, erstmals auf Tour. Anfang 2016 ging es weiter mit der $outh $ide $uicide Tour mit Pouya, Fat Nick, Germ, XXXTentacion, Craig Xen und weiteren Künstlern. Vor allem durch das gemeinsame Touren mit anderen erfolgreicheren Künstlern stieg ihr Bekanntheitsgrad erheblich. Es folgten weitere Touren und zahlreiche Auftritte, auch in Europa und Ozeanien. So traten sie 2017 unter anderem auf dem Splash!-Festival in Deutschland, dem Woo Hah! Festival in den Niederlanden sowie auf dem Blockfest in Tampere, Finnland auf.
Das Debütalbum I Want to Die in New Orleans wurde am 7. September 2018 veröffentlicht.
Im Mai 2019 veröffentlichten sie die gemeinsam mit Travis Barker, dem Schlagzeuger der Band blink-182, aufgenommene EP Live Fast Die Whenever. Viele der Songs weisen deutliche Einflüsse von Punkmusik auf, was an Rubys frühere Bands erinnert. An drei Liedern ist einer der Korn-Gitarristen James „Munky“ Shaffer beteiligt. Das Album wurde von der Presse als gelungene Verschmelzung der beiden Genres gelobt, wobei jedoch kritisiert wurde, dass die Instrumente im nach wie vor trap-lastigen Mix untergingen.
Im Jahr 2020 veröffentlichte $crim als erster von beiden sein Soloalbum A Man Rose from the Dead, in dem er unter anderem seine langjährige Drogenvergangenheit aufarbeitet.
2023 veröffentlichte Petrou unter dem Synonym DUCKBOY seine erste EP Tragic Love Songs to Study To (Vol. 5). Dieses weicht im Gegensatz zum Soloprojekt seines Kollegen von dem eigentlich düsteren Stil der Suicideboys ab und ist eher dem Genre des Pop-Punk zuzuordnen.
Im Jahr 2024 veröffentlichten $uicideboy$ ihr Studioalbum „New World Depression“, das sich mit Themen wie innerer Leere, Sucht und gesellschaftlicher Entfremdung auseinandersetzte und sowohl kommerziell als auch kritisch erfolgreich war. 2025 folgten Soloalben beider Mitglieder: Scrim veröffentlichte „Via Crucis“, ein introspektives Album mit starkem spirituellen Bezug, während Ruby da Cherry sein drittes Soloalbum „Coping Strategies to Combat the Algorithm“ präsentierte – eine klanglich experimentelle Reflexion über digitale Überreizung, Identitätsverlust und emotionale Selbstbehauptung.

## Stil
In ihren Liedern rappen die Suicideboys über ihr durch eine schwere Kindheit und Drogensucht geprägtes Leben und oft auch über Depressionen, Suizid und Tod. Auf Konzerten sprechen sie oft über ihre Erfahrungen und wollen damit Fans, welche ebenfalls mit solchen Problemen kämpfen, vermitteln, dass sie nicht alleine sind und stark sein sollen. Auch die Beziehung zu den Fans gilt als offen und herzlich, beispielsweise gaben sie während der Global Epidemic Tour 2017 in Köln um 3 Uhr nachts eine spontane Zugabe, nachdem das Konzert wegen technischen Problemen ausgefallen war.
Das Duo möchte nicht mit dem Genre Horrorcore in Verbindung gestellt werden, wie der Titel Stop Calling Us Horrorcore aus dem Album Radical $uicide aussagt. Stattdessen nennen sie ihr Genre „Shadow Rap“ (dt.: „Schatten-Rap“), da es, nach ihrer Aussage, ein Genre ist, welches bei zu viel Licht nicht existieren kann.
Ihre Alben und EPs veröffentlichen die Suicideboys über Onlineplattformen wie Bandcamp, SoundCloud und Spotify.

## Fakten
Auf dem Soundtrack zum Film Fast & Furious 10 befindet sich der Song „Datura“. Dieser hat es allerdings nicht in den fertigen Film geschafft.

## Diskografie

### Alben
| Jahr | Titel                                  | Höchstplatzierung, Gesamtwochen, AuszeichnungChartplatzierungen (Jahr, Titel, Platzierungen, Wochen, Auszeichnungen, Anmerkungen) | Höchstplatzierung, Gesamtwochen, AuszeichnungChartplatzierungen (Jahr, Titel, Platzierungen, Wochen, Auszeichnungen, Anmerkungen) | Höchstplatzierung, Gesamtwochen, AuszeichnungChartplatzierungen (Jahr, Titel, Platzierungen, Wochen, Auszeichnungen, Anmerkungen) | Höchstplatzierung, Gesamtwochen, AuszeichnungChartplatzierungen (Jahr, Titel, Platzierungen, Wochen, Auszeichnungen, Anmerkungen) | Höchstplatzierung, Gesamtwochen, AuszeichnungChartplatzierungen (Jahr, Titel, Platzierungen, Wochen, Auszeichnungen, Anmerkungen) | Anmerkungen                                               |
| Jahr | Titel                                  | DE | AT | CH | UK | US | Anmerkungen                                               |
| ---- | -------------------------------------- | --- | --- | --- | --- | --- | --------------------------------------------------------- |
| 2018 | I Want to Die in New Orleans           | DE89 (1 Wo.)DE | — | CH87 (1 Wo.)CH | — | US9 Gold · (4 Wo.)US | Erstveröffentlichung: 7. September 2018 Verkäufe: 507.500 |
| 2020 | Stop Staring at the Shadows            | DE82 (1 Wo.)DE | AT60 (1 Wo.)AT | CH75 (1 Wo.)CH | — | US30 Gold · (3 Wo.)US | Erstveröffentlichung: 14. Februar 2020 Verkäufe: 515.000  |
| 2021 | Long Term Effects of Suffering         | DE61 (1 Wo.)DE | AT45 (1 Wo.)AT | CH29 (1 Wo.)CH | — | US7 Gold · (16 Wo.)US | Erstveröffentlichung: 13. August 2021                     |
| 2022 | Sing Me a Lullaby, My Sweet Temptation | DE47 (2 Wo.)DE | AT26 (1 Wo.)AT | CH51 (1 Wo.)CH | — | US7 Gold · (29 Wo.)US | Erstveröffentlichung: 29. Juli 2022                       |
| 2022 | DirtiestNastiest$uicide                | — | — | — | — | US54 (2 Wo.)US | Erstveröffentlichung: 16. Dezember 2022 EP mit Germ       |
| 2023 | Shameless $uicide                      | — | — | — | — | US50 (1 Wo.)US | Erstveröffentlichung: 24. Februar 2023 EP mit Shakewell   |
| 2024 | New World Depression                   | DE14 (2 Wo.)DE | AT14 (2 Wo.)AT | CH27 (2 Wo.)CH | UK87 (1 Wo.)UK | US5 Gold · (23 Wo.)US | Erstveröffentlichung: 14. Juni 2024                       |
| 2025 | Thy Kingdom Come                       | DE60 (… Wo.)DE | AT46 (… Wo.)AT | CH24 (… Wo.)CH | — | US4 (… Wo.)US | Erstveröffentlichung: 1. August 2025                      |

### EPs / Mixtapes
- 2014: Kill Yourself Part I: The Suicide Saga (kein Label)
- 2014: Kill Yourself Part II: The Black Suede Saga (kein Label)
- 2014: Kill Yourself Part III: The Budd Dwyer Saga (kein Label)
- 2014: Kill Yourself Part IV: The Trill Clinton Saga (kein Label)
- 2014: Kill Yourself Part V: The Fuck Bitches, Get Death Saga (kein Label)
- 2014: Kill Yourself Part VI: The Tsunami Saga (kein Label)
- 2014: Kill Yourself Part VII: The Fuck God Saga (kein Label)
- 2015: Kill Yourself Part VIII: The Seppuku Saga (kein Label)
- 2015: Kill Yourself Part IX: The Soulseek Saga (kein Label)
- 2015: Kill Yourself Part X: The Resurrection Saga (kein Label)
- 2015: Gray/Grey (G*59 Records)
- 2015: Black Suicide (kein Label)
- 2015: Black Suicide Side B: Suicide Hustle (kein Label)
- 2015: 7th or St. Tammany (G*59 Records)
- 2015: Yungdeathlillife (G*59 Records)
- 2015: High Tide in the Snake’s Nest (G*59 Records)
- 2015: Black Suicide Side C: The Seventh Seal (kein Label)
- 2015: Radical Suicide (kein Label)
- 2015: South Side Suicide (kein Label)
- 2015: Grey Sheep (kein Label)
- 2015: G.R.E.Y.G.O.D.S. (kein Label)
- 2015: I No Longer Fear the Razor Guarding My Heel (kein Label)
- 2015: I No Longer Fear the Razor Guarding My Heel (II) (kein Label)
- 2016: Eternal Grey (kein Label)
- 2016: Dark Side of the Clouds (kein Label)
- 2016: DirtyNasty$uicide
- 2016: I No Longer Fear the Razor Guarding My Heel (III)
- 2017: DirtierNastier$uicide
- 2017: Kill Yourself, Pt. XI - XX (G*59 Records)
- 2018: I Want to Die in New Orleans (G*59 Records)
- 2019: Live Fast Die Whenever (EP, G*59 Records)
- 2020: Stop Staring at the Shadows (G*59 Records)
- 2022: Dirtiestnastiestsuicide (G*59 Records)
- 2023: Shameless Suicide (G*59 Records)
- 2023: Yin Yang Tapes: Spring Season (1989-1990)
- 2023: Yin Yang Tapes: Summer Season (1989-1990)
- 2023: Yin Yang Tapes: Fall Season (1989-1990)
- 2023: Yin Yang Tapes: Winter Season (1989-1990)
- 2023: I No Longer Fear the Razor Guarding My Heel (V)
- 2024: New World Depression (G*59 Records)

### Singles
| Jahr | Titel Album                                       | Höchstplatzierung, Gesamtwochen, AuszeichnungChartplatzierungen (Jahr, Titel, Album, Platzierungen, Wochen, Auszeichnungen, Anmerkungen) | Höchstplatzierung, Gesamtwochen, AuszeichnungChartplatzierungen (Jahr, Titel, Album, Platzierungen, Wochen, Auszeichnungen, Anmerkungen) | Höchstplatzierung, Gesamtwochen, AuszeichnungChartplatzierungen (Jahr, Titel, Album, Platzierungen, Wochen, Auszeichnungen, Anmerkungen) | Höchstplatzierung, Gesamtwochen, AuszeichnungChartplatzierungen (Jahr, Titel, Album, Platzierungen, Wochen, Auszeichnungen, Anmerkungen) | Anmerkungen                                     |
| Jahr | Titel Album                                       | DE | AT | CH | US | Anmerkungen                                     |
| --- | ------------------------------------------------- | --- | --- | --- | --- | ----------------------------------------------- |
| 2024 | Us vs. Them New World Depression                  | — | — | — | US96 (1 Wo.)US | Erstveröffentlichung: 29. März 2024             |
| 2024 | The Thin Grey Line New World Depression           | — | — | — | US71 (1 Wo.)US | Erstveröffentlichung: 24. Mai 2024              |
| 2025 | Now and at the Hour of Our Death Thy Kingdom Come | — | — | — | US100 (… Wo.)US | Erstveröffentlichung: 20. Juni 2025 feat. Bones |
| Folgende Lieder erschienen nicht als Single, wurden aber durch das Album zum Download und Streaming bereitgestellt und konnten somit eine Platzierung erlangen: |                                                   | | | | |                                                 |
| |                                                   | | | | |                                                 |
| 2024 | Burgundy New World Depression                     | — | — | — | US86 (1 Wo.)US |                                                 |
| 2024 | Thorns New World Depression                       | — | — | — | US91 (1 Wo.)US |                                                 |
| 2025 | Napoleon Thy Kingdom Come                         | — | — | — | US54 (… Wo.)US |                                                 |
| 2025 | Count Your Blessings Thy Kingdom Come             | — | — | — | US90 (… Wo.)US |                                                 |
| 2025 | Oh, What a Wretched Man I Am! Thy Kingdom Come    | — | — | — | US91 (… Wo.)US |                                                 |

Weitere Singles
- 2015: Paris (US: Gold)
- 2016: Antarctica (US: Platin)
- 2018: Carrollton (US: Gold)
- 2018: Scrape
- 2020: And to Those I Love, Thanks for Sticking Around (UK: Silber, US: ×3Dreifachplatin )
- 2023: Datura (FAST X Soundtrack)

## Auszeichnungen für Musikverkäufe
| Silberne Schallplatte - Vereinigtes Königreich - 2025: für das Lied Kill Yourself (Part III) Goldene Schallplatte - Neuseeland - 2021: für das Album I Want to Die in New Orleans - 2024: für das Album Sing Me a Lullaby, My Sweet Temptation - 2024: für das Album Long Term Effects of Suffering - Vereinigte Staaten - 2019: für das Lied Kill Yourself (Part III) - 2020: für das Lied 2nd Hand - 2025: für das Lied Memoirs of a Gorilla | Platin-Schallplatte - Neuseeland - 2020: für die Single Paris - 2021: für die Single 2nd Hand - 2023: für die Single South Side Suicide - 2025: für das Album Stop Staring at the Shadows - Vereinigte Staaten - 2025: für das Lied $outh $ide $uicide 2× Platin-Schallplatte - Neuseeland - 2023: für das Lied Kill Yourself (Part III) - Vereinigte Staaten - 2025: für das Lied Runnin’ Thru the 7th with My Woadies |

Anmerkung: Auszeichnungen in Ländern aus den Charttabellen bzw. Chartboxen sind in ebendiesen zu finden.
| Land/RegionAuszeichnungen für Musikverkäufe (Land/Region, Auszeichnungen, Verkäufe, Quellen) | Silber     | Gold       | Platin       | Verkäufe   | Quellen          |
| -------------------------------------------------------------------------------------------- | ---------- | ---------- | ------------ | ---------- | ---------------- |
| Neuseeland (RMNZ)                                                                            | —          | 3× Gold3   | 6× Platin6   | 187.500    | radioscope.co.nz |
| Vereinigte Staaten (RIAA)                                                                    | —          | 10× Gold10 | 7× Platin7   | 12.000.000 | riaa.com         |
| Vereinigtes Königreich (BPI)                                                                 | 2× Silber2 | —          | —            | 400.000    | bpi.co.uk        |
| Insgesamt                                                                                    | 2× Silber2 | 13× Gold13 | 13× Platin13 |            |                  |